# هوندا سیویک (نسل اول)
هوندا سیویک (نسل اول) (Honda Civic (first generation)) خودرویی است که در سال‌های ۱۹۷۳ تا ۱۹۷۹در ژاپن تولید شده‌است. 
طراحی آن خودروهای موتور جلو-محور جلو بوده است. سیستم جعبه‌دندهٔ آن ۲ دنده به دو صورت خودکار و دستی است.

## نگارخانه

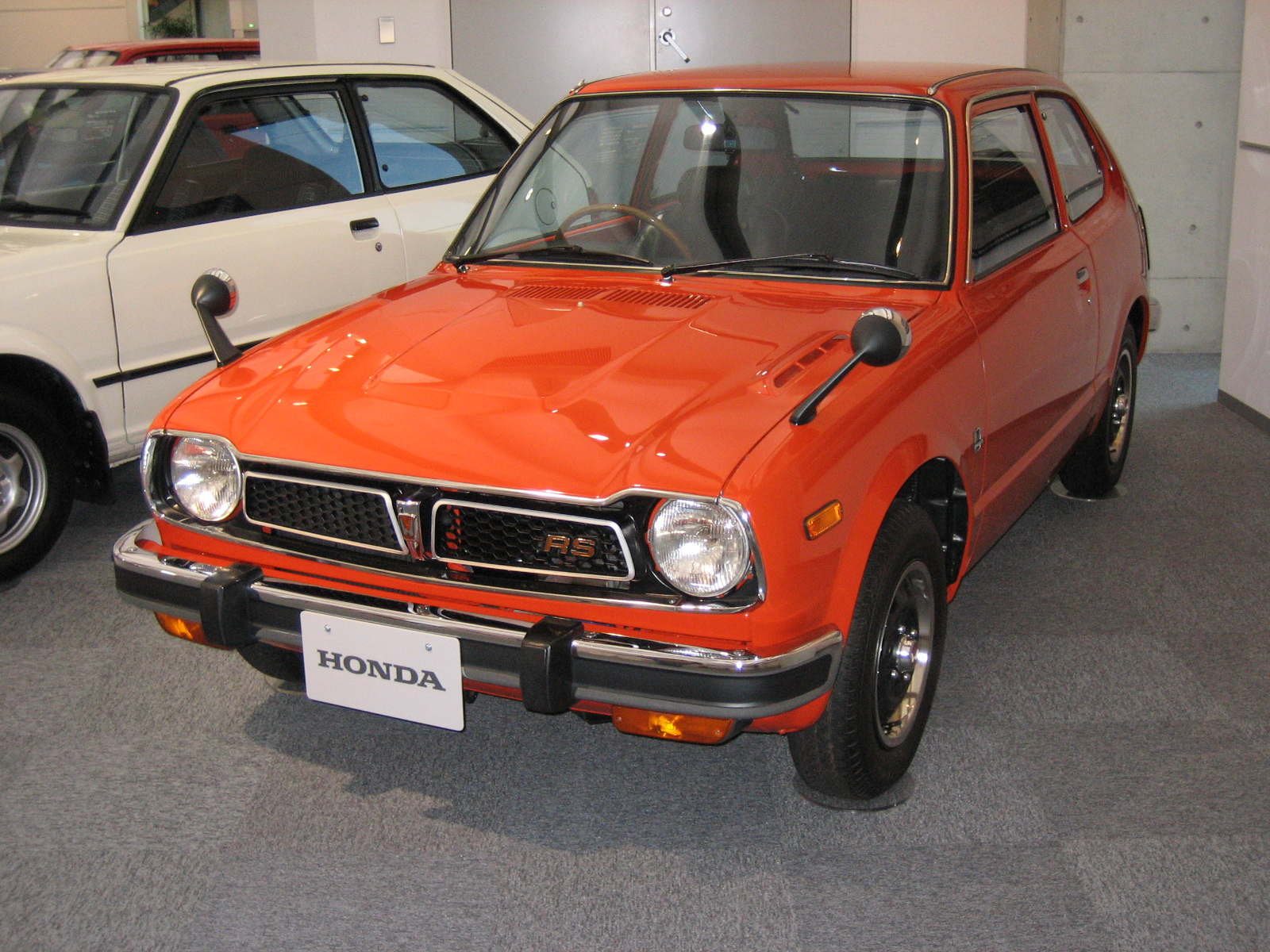
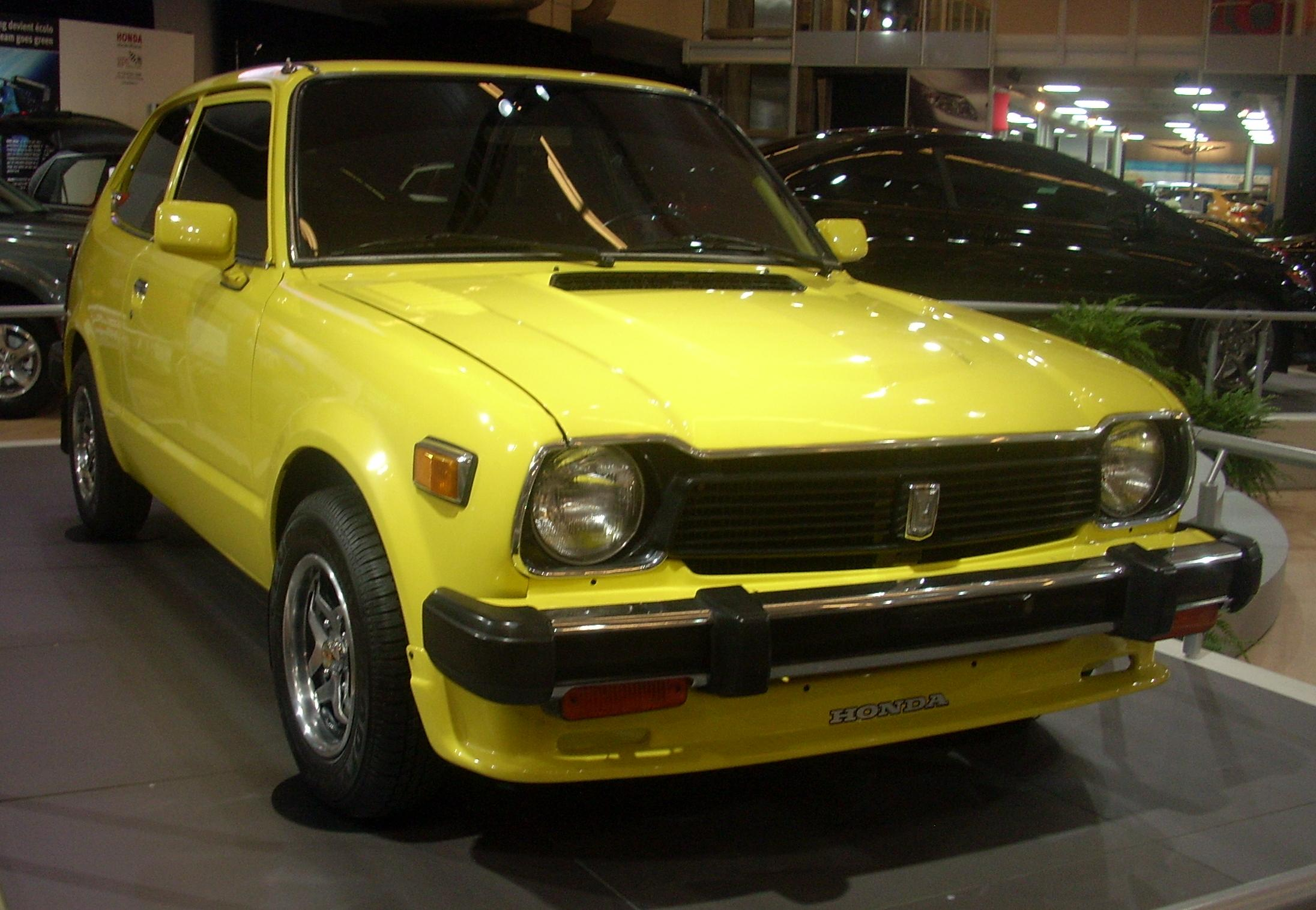
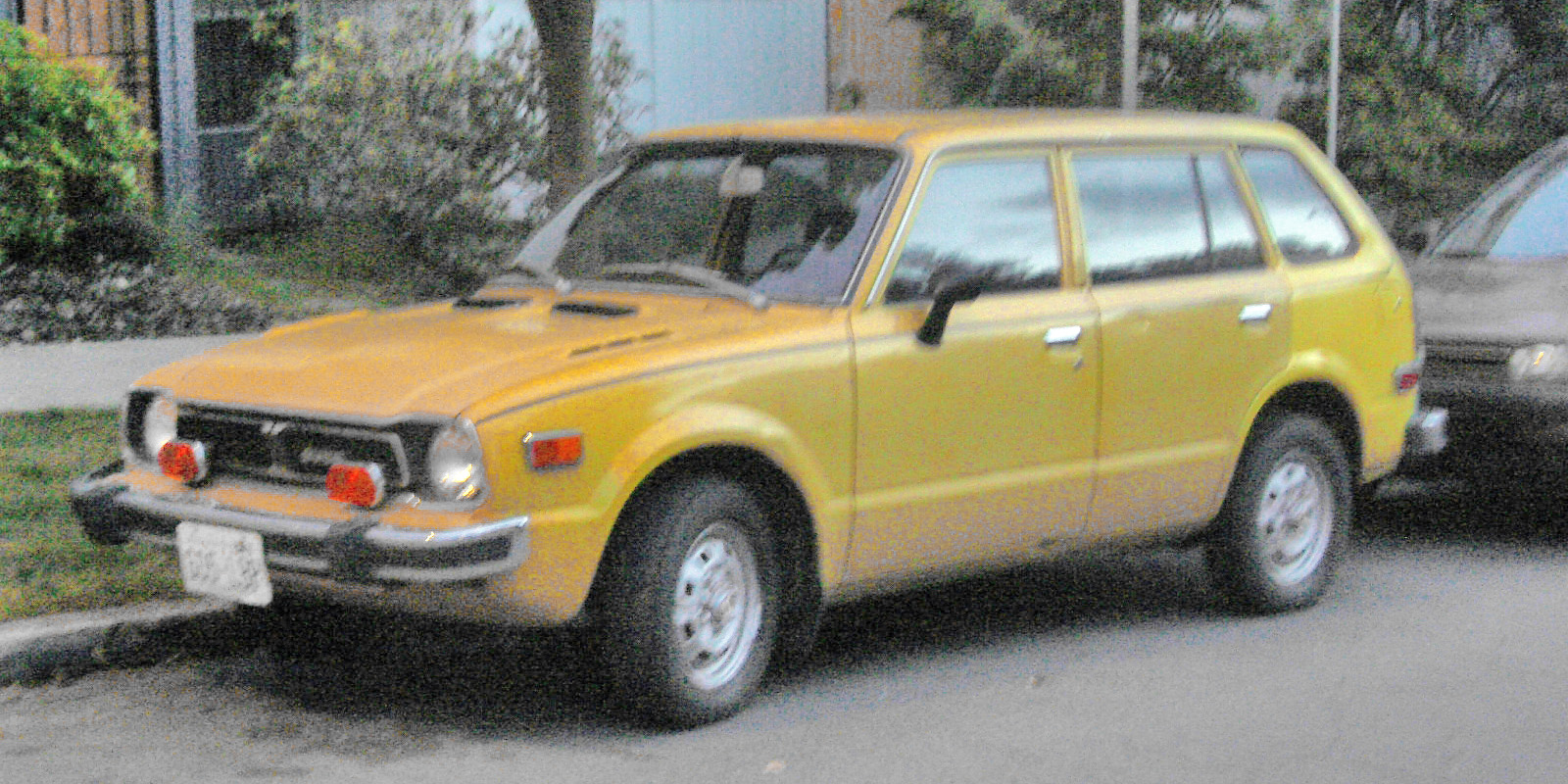
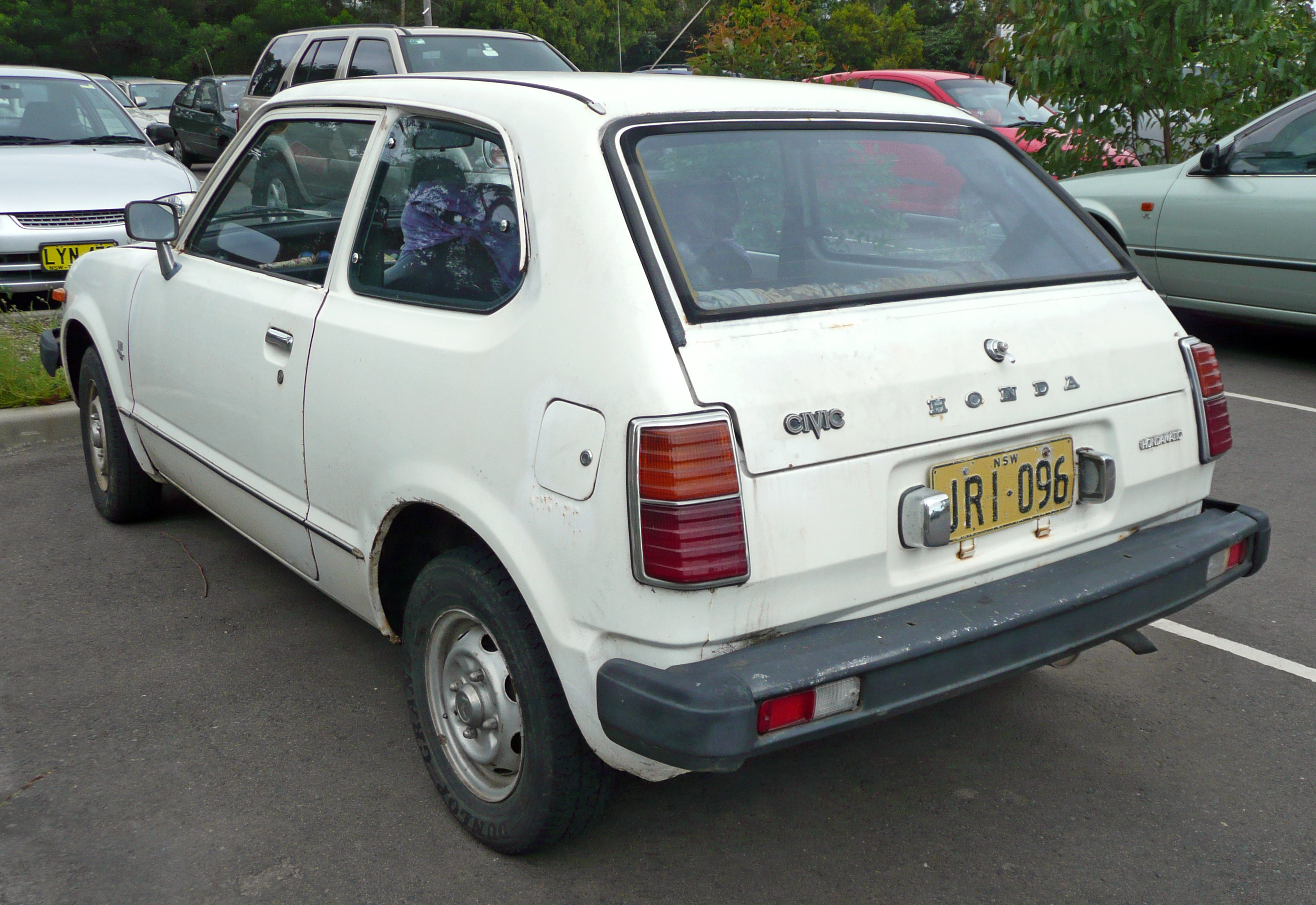